# Ernst Putz

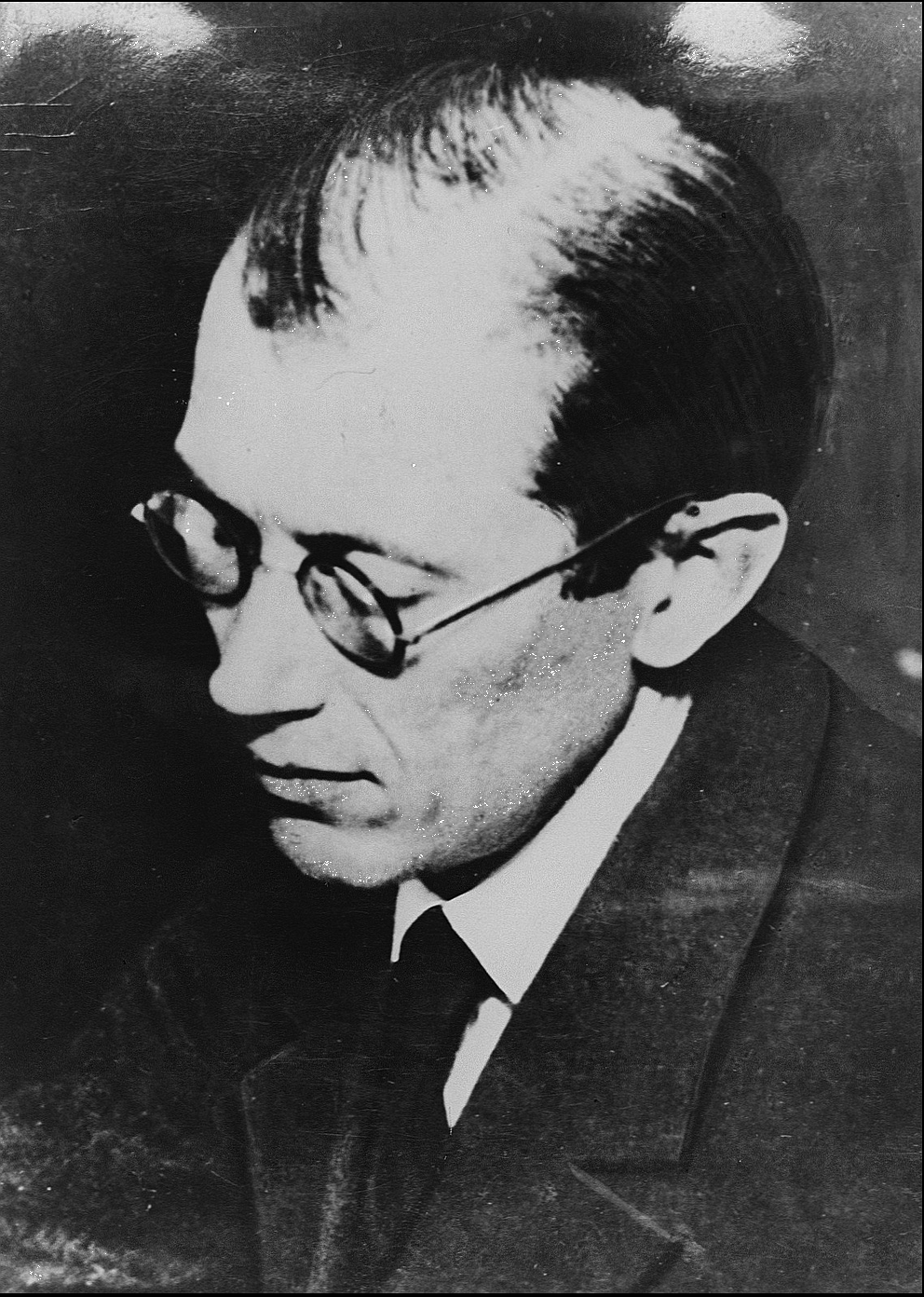
Ernst Putz. Fotograf Kurt Beck

Ernst Raimund Hermann Putz (* 20. Januar 1896 auf dem Sinntalhof bei Brückenau in Unterfranken; † 12. September 1933 im Untersuchungsgefängnis Berlin-Moabit) war Mitbegründer eines reformpädagogischen Landerziehungsheims, Vorsitzender eines landwirtschaftlichen Interessenverbandes, ein zunächst parteiloser, ab Mitte 1926 kommunistischer Politiker, Redakteur eines parteipolitischen Periodikums und der seinerzeit jüngste Reichstagsabgeordnete. In Anspielung auf einen mittelalterlichen Heerführer des Deutschen Bauernkrieges wurde er als „Florian Geyer der Rhön“ bezeichnet.

## Familie

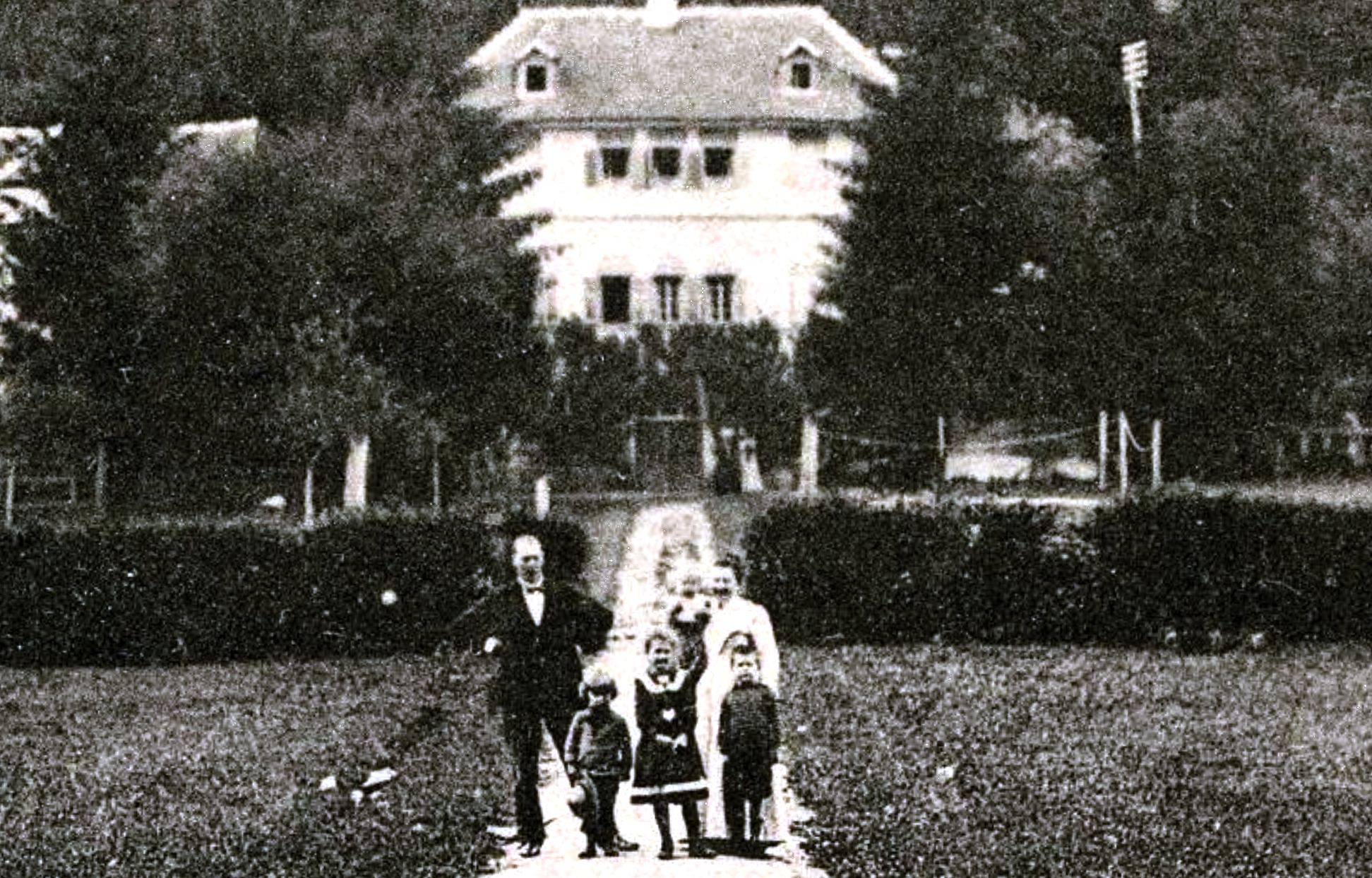
Ernst Putz (re.) mit seiner Familie vor dem Alten Sinntalhof, ca. 1901

Ernst Putz war das zweite von insgesamt fünf Kindern des Bildhauers, Offiziers, Fremdenheimbetreibers und Nebenerwerbslandwirts Sebastian Putz (1867–1937) und dessen Ehefrau Amelie Putz (1868–1918), geborene Moritz. Beide waren streng-katholisch. Das Ehepaar, das am 12. Oktober 1893 geheiratet hatte, betrieb später ein florierendes Fremdenheim (Pension), das von dem benachbarten Staatsbad profitierte. Den 1821 begründeten Sinntalhof und die Ländereien hatte Amelie Putz mit eingebracht, die aus einer alteingesessenen Familie stammte. Als der Hof im Jahr 1910 durch einen Zyklon schwer in Mitleidenschaft gezogen worden war, baute das Ehepaar ab 1911 den Neuen Sinntalhof auf, in dem dann ab 1912 das Fremdenheim eröffnet wurde, das sich zur wesentlichen Einnahmequelle der Familie entwickelte.
Ernst Putz, der in seiner frühen Kindheit lebensgefährlich erkrankt gewesen sein soll, hatte vier Geschwister, die ältere Sophie (1894–1923), den jüngeren Bruder Josef (1897–1914) und die beiden jüngeren Schwestern Elisabeth (* 1900) und Charlotte (1903–1960). Alle Kinder sollen trotz Missbilligung durch ihre Eltern während ihrer Jugend aus der katholischen Kirche ausgetreten sein. Charlotte ließ sich einen Monat nach den Novemberpogromen 1938 allerdings wieder in die katholische Kirche aufnehmen.

## Schulzeit als prägender Faktor

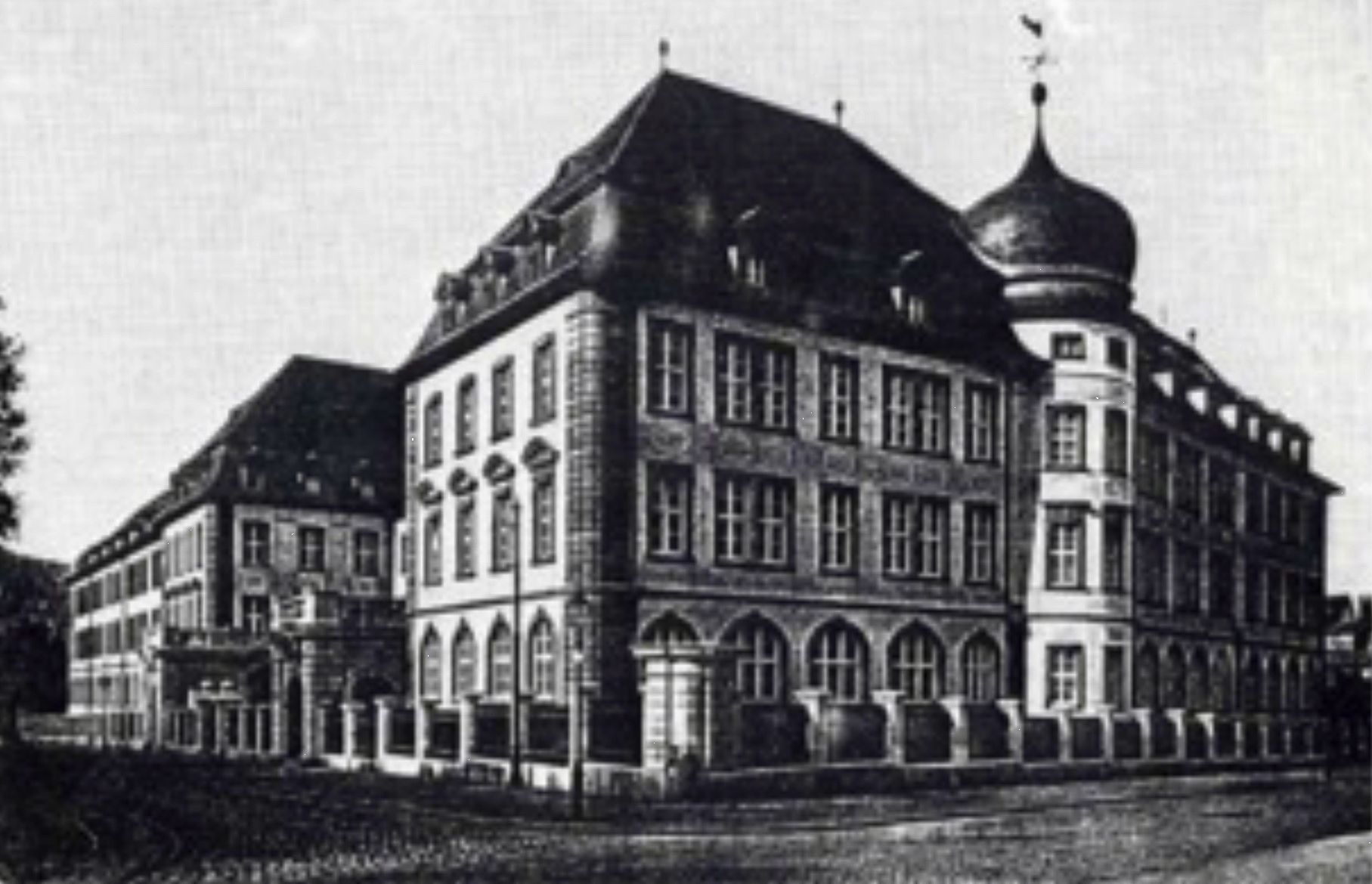
Königliche Kreis-Oberrealschule in Würzburg, 1910

Zwischen 1902 und 1905 besuchte Putz die Volksschule in Brückenau, danach bis 1909 das ehemals jesuitische Humanistische Gymnasium in der Pfaffengasse in Aschaffenburg und anschließend bis 1912 die Königliche Kreis-Oberrealschule in Würzburg, wo er sich eng mit Max „Maxl“ Krug (1897–1918) anfreundete. Dort allerdings sei er als 15-Jähriger von seinem Religionslehrer, den Putz sehr verehrt habe, sexuell missbraucht worden, worüber er zeitlebens nicht hinweggekommen sein soll, wie seine Schwester Charlotte 1958 berichtete.
Möglicherweise war dies ein Grund für seinen frühzeitigen Kirchenaustritt und seinen Wechsel zu einem Landerziehungsheim, denn seine Reifeprüfung hätte er auch in Würzburg ablegen können. Seine dortige Schule war zwischen 1907 und 1910 sukzessive von einer Realschule um drei weitere Klassenstufen zu einer Oberrealschule erweitert und wie ein Gymnasium ausgebaut worden.
Durch die Kinder einer deutsch-japanischen Familie, die während der Sommerferien 1911 im Fremdenheim Sinntalhof einquartiert war, erfuhr Ernst Putz von einem Internat, das ihn auf Anhieb interessierte. Herta Fumi Ohly (* 1898) und ihr jüngerer Bruder Waldemar „Waldi“ Hazama Ohly (* 1900) hatten vieles von dort zu berichten: „von der inneren Freiheit, von Musik, Morgensprachen und Menschen. Eine große Sehnsucht kam über mich. Die Jahresberichte der Schule – sie stehen alle im meinem Bücherschrank rechts vom Schreibtisch – las ich fiebernd. Heimlich bereitete ich eine Wanderung zum Stiftungsfest 1913 vor.“
Seine Eltern machten starke Einwände gegen die von Rudolf Aeschlimann, Paul Geheeb, August Halm, Martin Luserke und Gustav Wyneken gegründete und zu dieser Zeit von Luserke geleitete reformpädagogische Freie Schulgemeinde Wickersdorf bei Saalfeld im Thüringer Wald geltend, ein konfessionsloses und somit womöglich gottloses, aus ihrer Perspektive sehr teures Schullandheim. Luserke gab zu bedenken, dass Ernst noch einmal die Hälfte der Obersekunda (OII; Jahrgangsstufe 11) wiederholen müsse und dadurch ein halbes Jahr verlieren werde. Grund dafür sei die organisatorische und didaktische Verschiedenheit des privaten Landschulheims zur zuvor besuchten Oberrealschule. Die von Luserke per Telegramm übermittelte Zusage einer Freistelle, die jugendliche Begeisterung ihres ältesten Sohnes und ein klärendes Eltern-Sohn-Gespräch führten dann doch zu einem Placet.

„Vater und Mutter waren dagegen, vor allen Dingen aus religiöser Einstellung heraus. Auf der Bank oben am Waldrand, unter der Hainbuche, überwand ich den Widerstand. Ich durfte gehen. Schmerzloser Abschied von Würzburg. Fahrt über Sonneberg, Anmarsch von Süden her, Reichmannsdorfer Chaussee – Stern – Schulhof: Ro Frend [gemeint: FSG-Schüler Roland Friend] tanzte im Badelaken über den Hof, als er mich kommen sah. Ich war da, in meiner zweiten Heimat.“

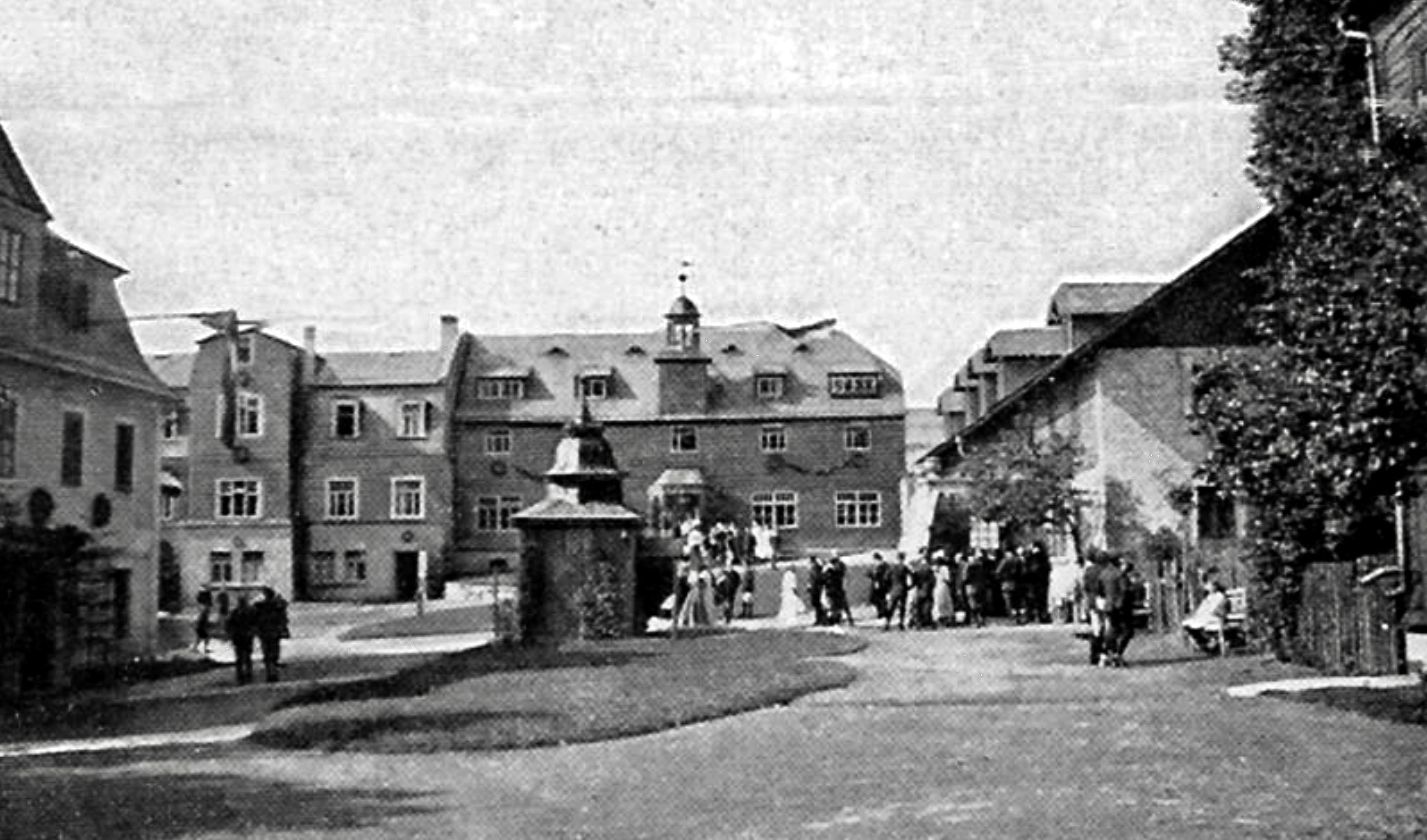
Freie Schulgemeinde Wickersdorf bei Saalfeld im Thüringer Wald, 1907

Vom 20. September 1913 bis zum 22. Januar 1915 besuchte er die FSG Wickersdorf. Dort freundete er sich u. a. mit Roland „Ro“ Friend, Otto Gründler (1894–1961), und Wilhelm „Will“ Jerosch (1898–1917) an. Putz zählte zu der von Luserke geführten Kameradschaft der „Bären“, die 1906 von Ernst Herdieckerhoff und Luserke gegründet worden war. Am 11. und 12. Oktober 1913 nahm er sehr wahrscheinlich mit rund einhundert weiteren Schulkameraden am Ersten Freideutschen Jugendtag auf dem Hohen Meißner teil, während dort Luserke und Wyneken referierten.
Ernst Putz nahm seine Eindrücke im Thüringer Wald sehr intensiv wahr und vermochte sie bildhaft und beinahe poetisch in Worte zu fassen:

„Alles war unbeschreiblich. Die Natur vor allem. Gehe doch einmal zu den verschiedensten Jahreszeiten die stillen Wege, das große [?] und das Panorama, zum Ellen Key-Platz, über den Horizont, zum Feldherrnhügel und zum Meurablick. Wenn der Wind braust im Winter, alles tief im Schnee liegt, die Tannen im Forst krachen und knarren und die Schiefern an den Wänden klappern. Oder in einer sanften Sommernacht, ein voller Mond über den Bergen, die Täler mit seinem Licht und Schatten erfüllt, das Bächlein im Tal plätschernd, leise der Wind die Tannen wiegend. Im heißen Sommer durch die Eichenschonung, wenn die Sonne prall darauf scheint, zum Meurablick, wo heute August Halms Grabhügel ist. Wie stark gerade in diesen Jahren die Mutter Natur mich in ihre Arme nahm, ich kann’s nicht sagen. Meine zweite, nie verlorene Heimat, mein Boden, meine Bäume, die hohen Linden gegenüber dem Herrenhaus, die Apfelbaumwiese, der See im Tal, der Geruch von Boden, Gras, Tanne, Stein – ach, Ihr Wickersdorfer, Ihr werdet wissen, wie mein Herz voll ist aller dieser Herrlichkeiten!“

Putz interessierte sich als Schüler u. a. für die Jugendkulturbewegung um die unter presserechtlicher Verantwortung von Wyneken publizierte Schülerzeitung Der Anfang, die unter dem Motto „Durch die Jugend, für die Jugend!“ redaktionell von George Barbizon und Selig Bernfeld betreut wurde. Als Bernfeld darin die Gründung des Grünen Wandervogels und des Grünen Ankers bekannt gab und Leser zur Mitarbeit aufrief, bot sich Putz Mitte Februar 1914 schriftlich an. Im Grünen Anker, einer Beratungsstelle für Jugendliche, stellten sich Abgeordnete, Ärzte, Hochschullehrer, Journalisten, Juristen und Pädagogen unentgeltlich als Ansprechpartner für ratsuchende Jugendliche zur Verfügung. Putz bewarb sich mit der Argumentation: „[…] Ich bin 18 Jahre. Durch siebenjährigen Aufenthalt in religiös-kirchlich geleiteten Internaten weiß ich, wie schwer die Kämpfe sind, die mancher durchzumachen hat. Da ich weiß, daß ich vielen jüngeren Kameraden in religiösen, sexuellen und moralischen Schwierigkeiten schon helfen konnte, glaube ich, diese Arbeit […] leisten zu können.“ Mit der Thematik homoerotischer und homosexueller Kontakte wurde Putz auch innerhalb der FSG Wickersdorf konfrontiert. Dazu korrespondierte er im Februar 1914 mit Schulgründer Wyneken, dem die FSG Wickersdorf ursprünglich als „Orden edler Knaben und Jünglinge“ vorschwebte. Wyneken hatte einen Kreis pädophiler Lehrer um sich versammelt, darunter der auch unter dem Pseudonym René Lermite als Verfasser lyrischer Homoerotik hervorgetretene Fernand Camille Petit-Pierre (1879–1972).
Ernst Putz war ein sehr aktives Mitglied des Wickersdorfer Schülerausschusses. Er wurde am 21. Juni 1915 auswärtiges Mitglied der Schulgemeinde, der ausgewählte ehemalige Schüler und Lehrer angehörten. Er nahm auch in den Folgejahren an Sitzungen der Schulgemeinde teil. Auf seine Anregung hin beantragte Luserke am 9. September 1918, den Briefwechsel zwischen Schulgemeinde und Frontsoldaten der FSG Wickersdorf zu verstärken.
Während seines gesamten Kriegseinsatzes hielt der Leutnant Ernst Putz engen Kontakt mit der FSG Wickersdorf, zu der er sich vom 4. Januar bis zum 16. März 1919 zurückzog, um sich dort nach den Kriegserlebnissen zu regenerieren. Am 20. Januar 1919 beantragte Putz zusammen mit Horst Horster (1903–1981), Hedda Korsch und Martin Luserke, wegen zunehmender Eigentumsdelikte innerhalb des Landschulheims an die Öffentlichkeit zu gehen, um diese Fehlentwicklung in der harten Nachkriegszeit effektiver bekämpfen zu können. Vier Tage danach beschloss die Schulgemeinde auf seinen Antrag, die Rechte des Schülerausschusses zu stärken. Putz war in der Lage, in seiner Zuwendung zu diesem Gemeinwesen ganz aufzugehen, verlor darüber jedoch nie seine Kritikfähigkeit und meldete sich nachdrücklich zu Wort.
Um die Mitte des Monats August 1926 hielt sich der Reichstagsabgeordnete Ernst Putz auf der Insel Juist in Luserkes Schule am Meer auf, um diesen und weitere Lehrer zu treffen, die er von der FSG Wickersdorf kannte. Zu dieser Zeit korrespondierte Putz, auch von Juist aus, wiederholt mit Friedrich Pustet III (1867–1947) in Regensburg, einem Verleger liturgischer katholischer Schriften. Von Pustet war vier Jahre zuvor an anderem Ort die religionsphilosophische Dissertation von Ernst Putz’ engem Freund Otto Gründler verlegt worden.
Nach dem Tod des Wickersdorfer Musiklehrers, Komponisten und zeitweiligen Schulleiters August Halm im Jahr 1929 war der Reichstagsabgeordnete Ernst Putz im Thüringer Wald präsent: „An Halms Grab saß ich in den letzten Stunden meines Aufenthaltes in Wickersdorf. Es war ein heißer Septembertag und herbstklar lag das Land unter mir. Wer wollte den Musiker um dieses Fleckchen Erde nicht beneiden“.
Rückblickend erschien Ernst Putz seine Zeit in Wickersdorf „wie ein erfülltes Leben“. Die Zeit dort sei für ihn wie ein „vorweggelebtes Leben einer zukünftigen Menschheit“ gewesen, mit dem „Geist wirklicher Kameradschaftlichkeit und unerhörten Gemeinschaftssinnes“.
An seinen Vater schrieb er während der Haft: „Nie hast du verstanden, warum ich so an Wickersdorf hing. […] So wird die Menschheit später leben – verändert äußere Formen freilich und eine klarere Weltanschauung auf den Ideen fußend, denen ich jetzt die letzten 10 Jahre diente“.
Die letzten überlieferten Worte von Ernst Putz galten nicht seinem unvollendeten politischen Engagement, sondern waren seinen Schulkameraden, Lehrerinnen und Lehrern sowie seiner zweiten Heimat gewidmet, der er sich tief verbunden fühlte: „[…] wie sehr ich für diese Zeit dem Schicksal dankbar bin. […] Noch einmal, ehe ich weiter eile, grüße ich Euch, ihr Berge um Wickersdorf, Wald, Duft der Tannen, Schatten und Licht der Täler, Ihr Menschen, die mit dieser Gegend so eng verbunden seid – dich du schönes Leben, das ich dort gelebt habe!“

## Kriegseinsatz
Zu Kriegsbeginn im August 1914 meldete er sich – wie viele patriotisch gesinnt – als Kriegsfreiwilliger, wurde jedoch im Gegensatz zu seinem Vater und seinem ein Jahr jüngeren Bruder wegen schwächlicher Konstitution zurückgestellt und kehrte deshalb zunächst nach Wickersdorf zurück. Sein Bruder Josef fiel 17-jährig als Angehöriger der 2. Kompanie des in der Festung Germersheim beheimateten Königlich Bayerischen 17. Infanterieregiments „Orff“ am 8. November 1914 bei Ypern. Am 9. März 1915 legte Putz ein externes Notabitur in Berlin-Lichterfelde ab, um sich damit für eine Offizierslaufbahn zu qualifizieren.
Am 22. März 1915 trat er in die Marineschule Kiel ein und wurde dann in Flensburg-Mürwik stationiert, wo es eine Torpedostation und eine daraus hervorgegangene Torpedoschule gab. Als Leutnant des Marinekorps Flandern unter Ludwig von Schröder war Ernst Putz während des Ersten Weltkrieges u. a. 1915 auf dem Großen Torpedoboot S 126 eingesetzt, in der Funkentelegraphieabteilung (F.T. Abt.), 1917 auf dem Großlinienschiff Posen unter Wilhelm von Krosigk, ab Frühjahr 1918 beim Generalkommando des Marinekorps der Kaiserlichen Marine in Brügge. Während seines Einsatzes an der Westfront nahm er nach dem 15. Oktober 1918 (Tag des Rückzugsbefehls) am Rückzug aus Flandern teil, der ihm das Kriegsgeschehen an Land und dessen Folgen vor Augen führten. Im selben Jahr verstarb seine Mutter in ihrem 50. Lebensjahr. Per 31. Dezember 1918 schied Ernst Putz als Leutnant der Reserve aus dem Dienst. Er war vermutlich Träger des Ehren- und Erinnerungskreuzes des Marinekorps Flandern.
Nach Kriegsende konnte Putz mit dem Erlebten und Gehörten nicht einfach abschließen. Sein Lehrer Siegfried Wilhelm Paul Krebs (1882–1915), der 1909 in Heidelberg promoviert hatte, ein Philologe, Schriftsteller und Kunstlehrer, war der erste Kriegsfreiwillige aus Wickersdorf gewesen, in Frankreich eingesetzt, und war dann schnell der erste Gefallene, der an der FSG Wickersdorf zu beklagen war. U. a. an ihn erinnert sich Putz in seinen Aufzeichnungen mit Wehmut.
Sein enger Schulkamerad „Maxl“, Max Krug (1897–1918) aus dem unterfränkischen Münnerstadt, der mit ihm die Königliche Kreis-Oberrealschule Würzburg besucht hatte, war nach sehr schwerer Frontverletzung zuletzt als Leutnant in der Fliegerersatzabteilung (FEA) 3 Darmstadt-Griesheim eingesetzt und nach deren Verlegung nach Gotha am 6. April 1918 bei einem Flugzeugabsturz ebenda ums Leben gekommen. Er wurde möglicherweise nach Neustadt an der Saale überführt. An den als „lustiger Bursche“ charakterisierten Maxl erinnert Putz in seinen Aufzeichnungen.

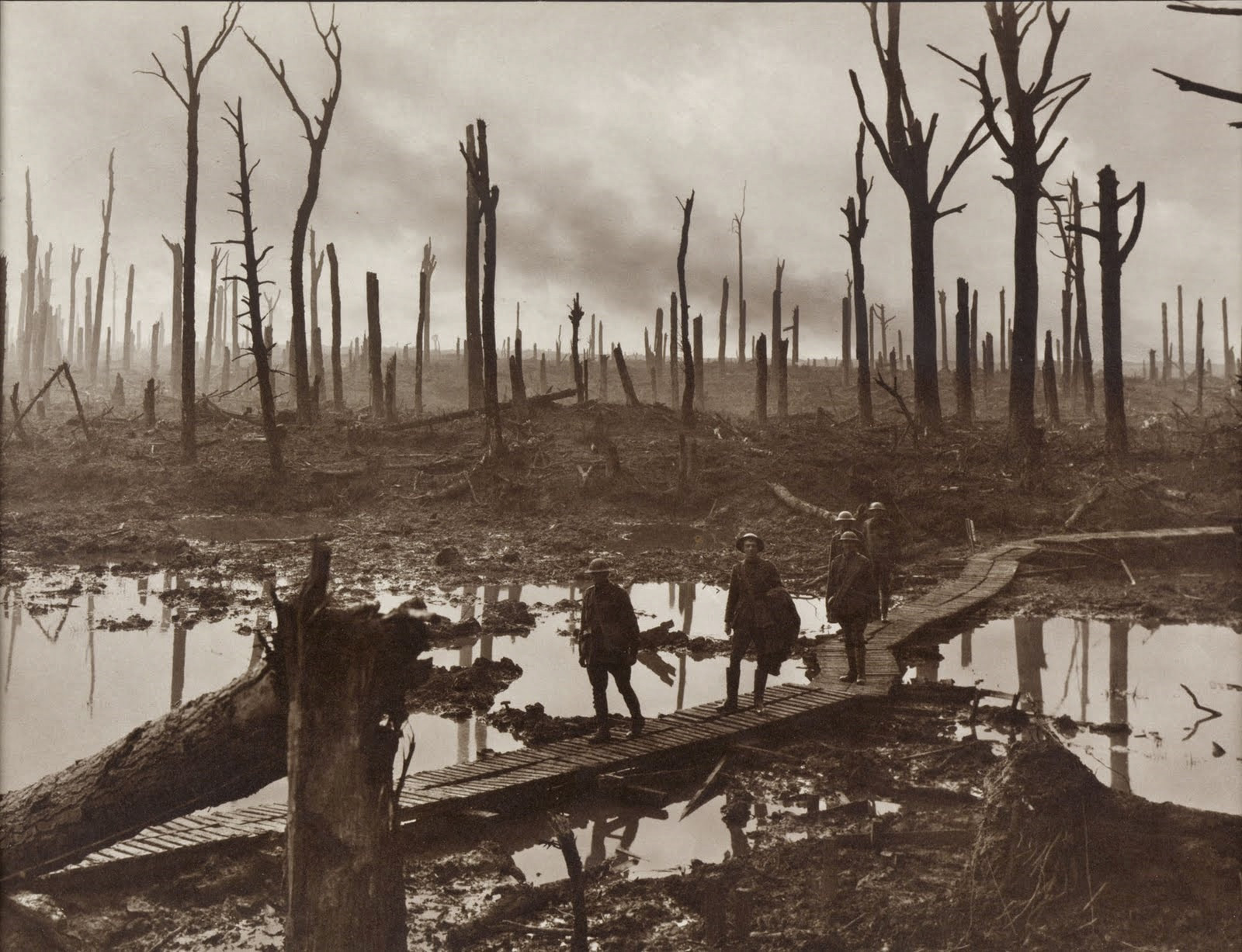
Westflanderns zerstörte Landschaft bei Ypern – Der Name Wilhelm Jerosch findet sich auf dem Deutschen Soldatenfriedhof Langemark (Stele 27)

Sein enger Wickersdorfer Schulkamerad „Will“, der in Lissabon geborene Wilhelm Jerosch (1898–1917), Sohn eines dort lebenden Hamburger Kaufmanns, war als Angehöriger der 4. Armee unter Friedrich Sixt von Armin am 9. Oktober 1917 während der Dritten Ypernschlacht bei Geluwe in schweren Abwehrgefechten gegen britische Truppen gefallen.
Vor Aufnahme seines Studiums machte sich Putz auf den insbesondere in der unmittelbaren Nachkriegszeit beschwerlichen Weg nach Belgien und durch die völlig verwüsteten Landschaften und komplett zerstörten Ortschaften Flanderns, um dort nach dessen letzter Ruhestätte zu suchen.

„In den zerschossenen Feldern von Gheluwell, an der letzten Spur der Straße nach Zandnorde, habe ich dein Grab gesucht, guter Junge. Aber es war nicht mehr zu finden, auch du ruhst – wer weiß wo?“

Anmerkung: Er meinte die westflandrischen Orte Gheluvelt und Zandvoorde östlich von Ypern.

## Studium und Studienabbruch

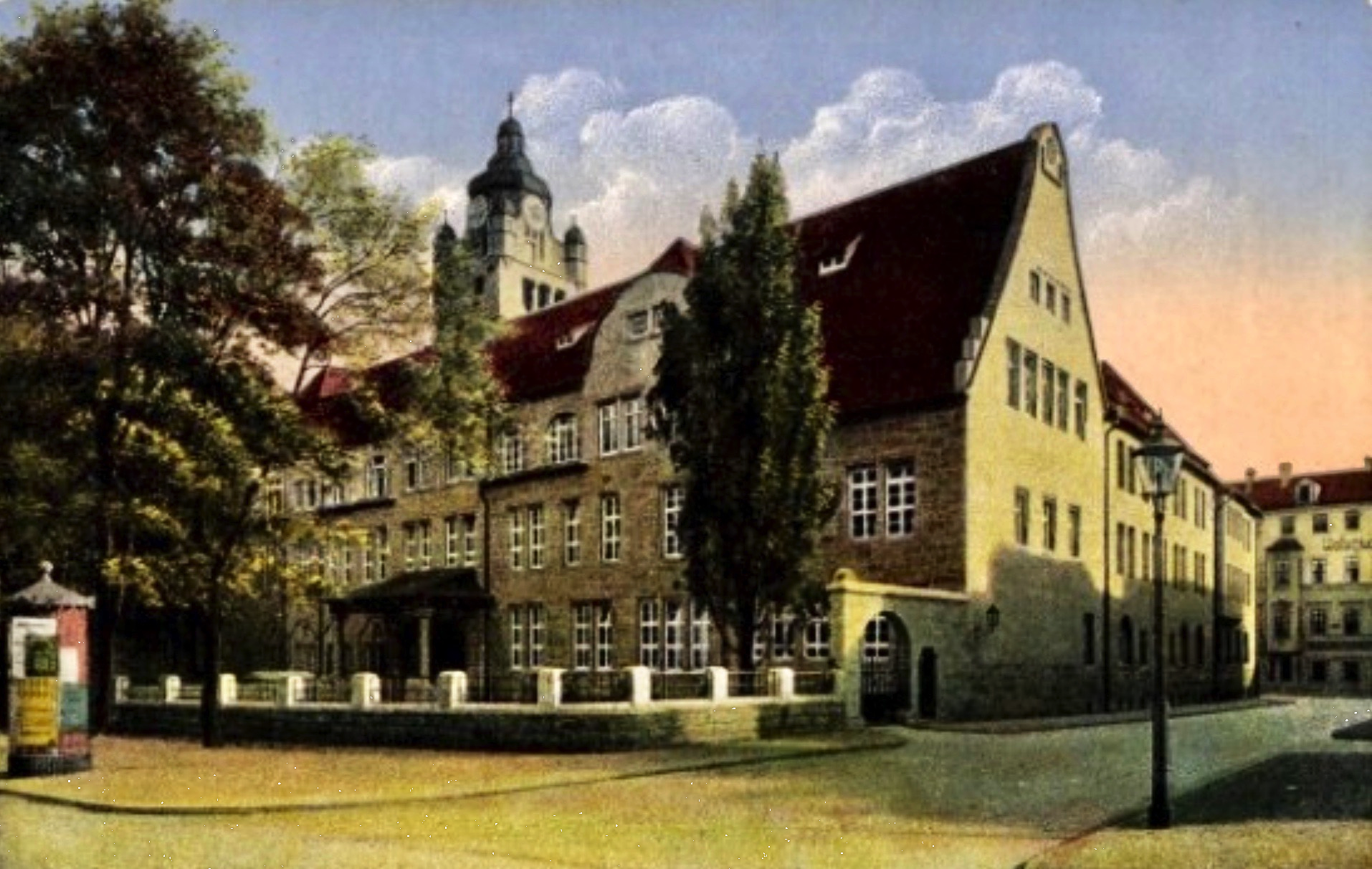
Hauptgebäude der Alma Mater Jenensis in Jena, um 1910

Am 3. Juni 1918 immatrikulierte er sich für das Sommersemester 1918 im Fachbereich Philosophie an der Alma Mater Jenensis in Jena bei dem Literaturnobelpreisträger Rudolf Eucken, bei dem auch Luserke studiert hatte. Putz war jedoch weiterhin „im Felde“, wie den gedruckten Studentenverzeichnissen zu entnehmen ist. Putz selbst ließ ab 1924 im Reichstagshandbuch wahrheitsgemäß eintragen, er sei von 1915 bis 1918 an der Front gewesen. Ab dem Sommersemester 1919 nahm Putz dann tatsächlich sein Studium der Philosophie auf, das er zwar nominell auch im Wintersemester 1920/21 fortsetzte, währenddessen aber am 4. Januar 1921 aus den Listen der Studierenden gestrichen wurde, weil er Jena wohl schon im Spätsommer 1920 ohne Abschluss verlassen hatte, um auf dem Sinntalhof sein Landschulheim zu gründen. Er kam somit, ständige Anwesenheit vorausgesetzt, insgesamt auf maximal dreieinhalb Semester Studium.

## Projekt reformpädagogisches Landschulheim

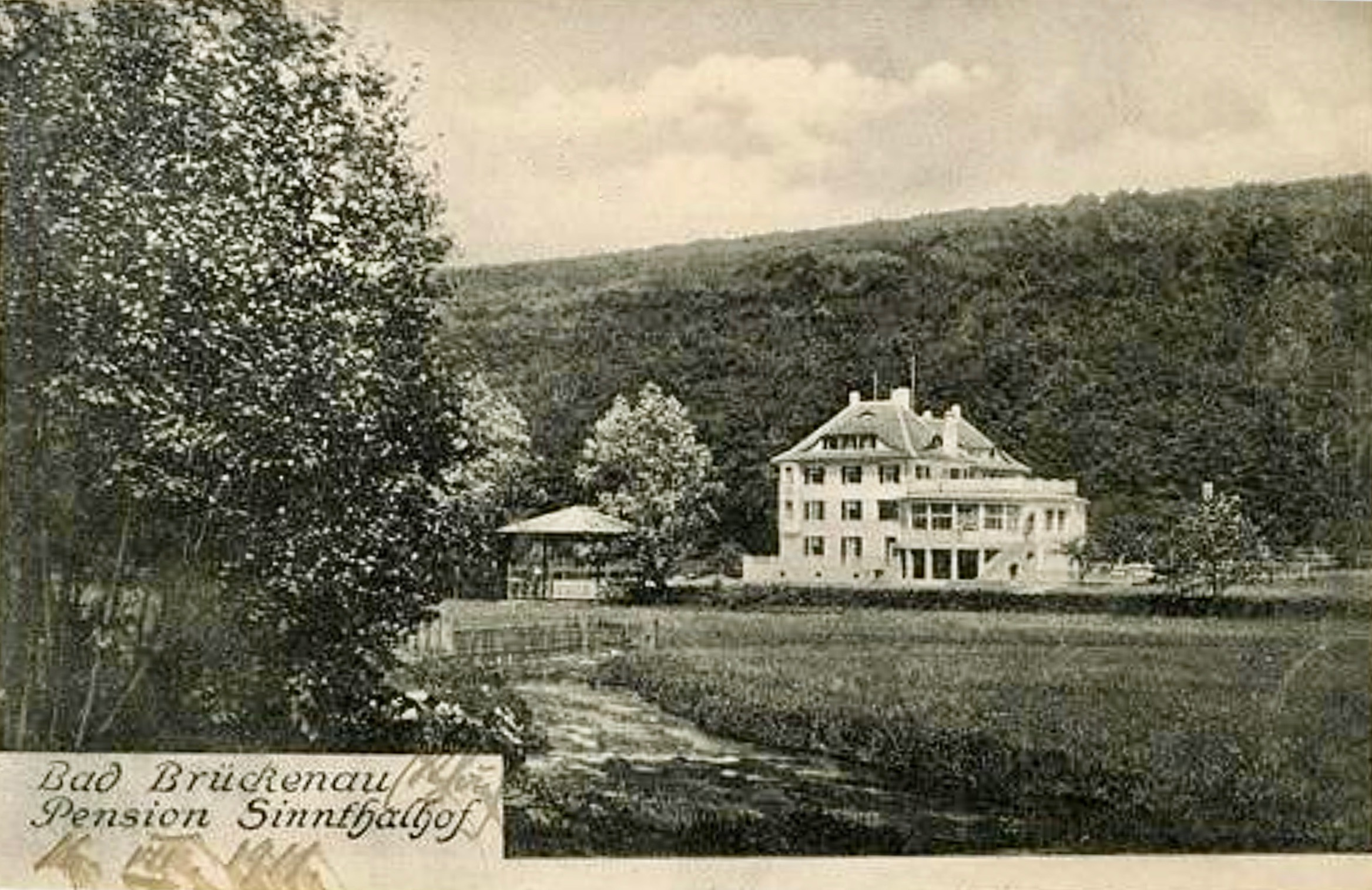
Der als Fremdenheim und später als Landerziehungsheim genutzte Neue Sinntalhof, ca. 1911

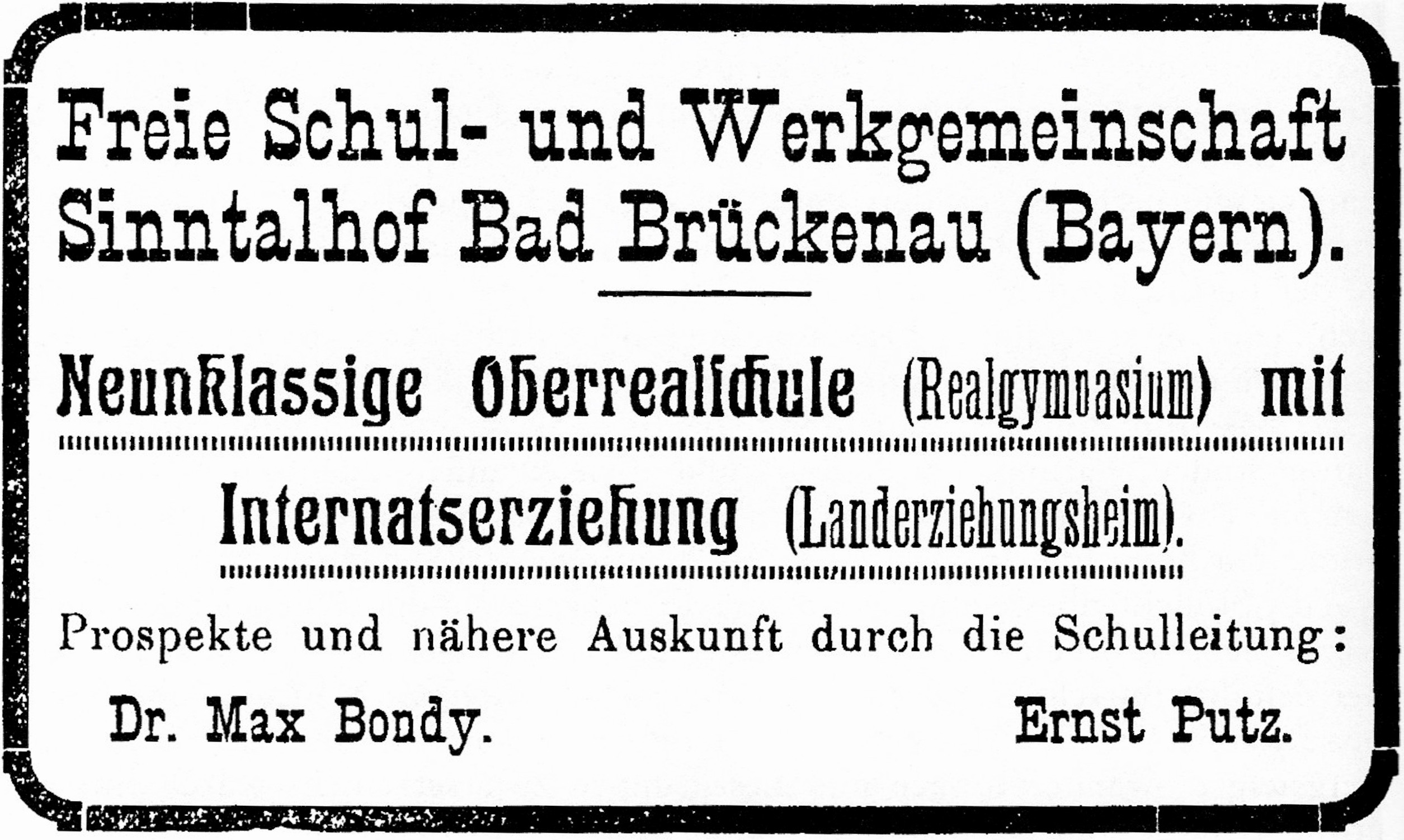
Werbeanzeige in den Kurlisten des Staatlichen Mineralbades Brückenau 1920/21

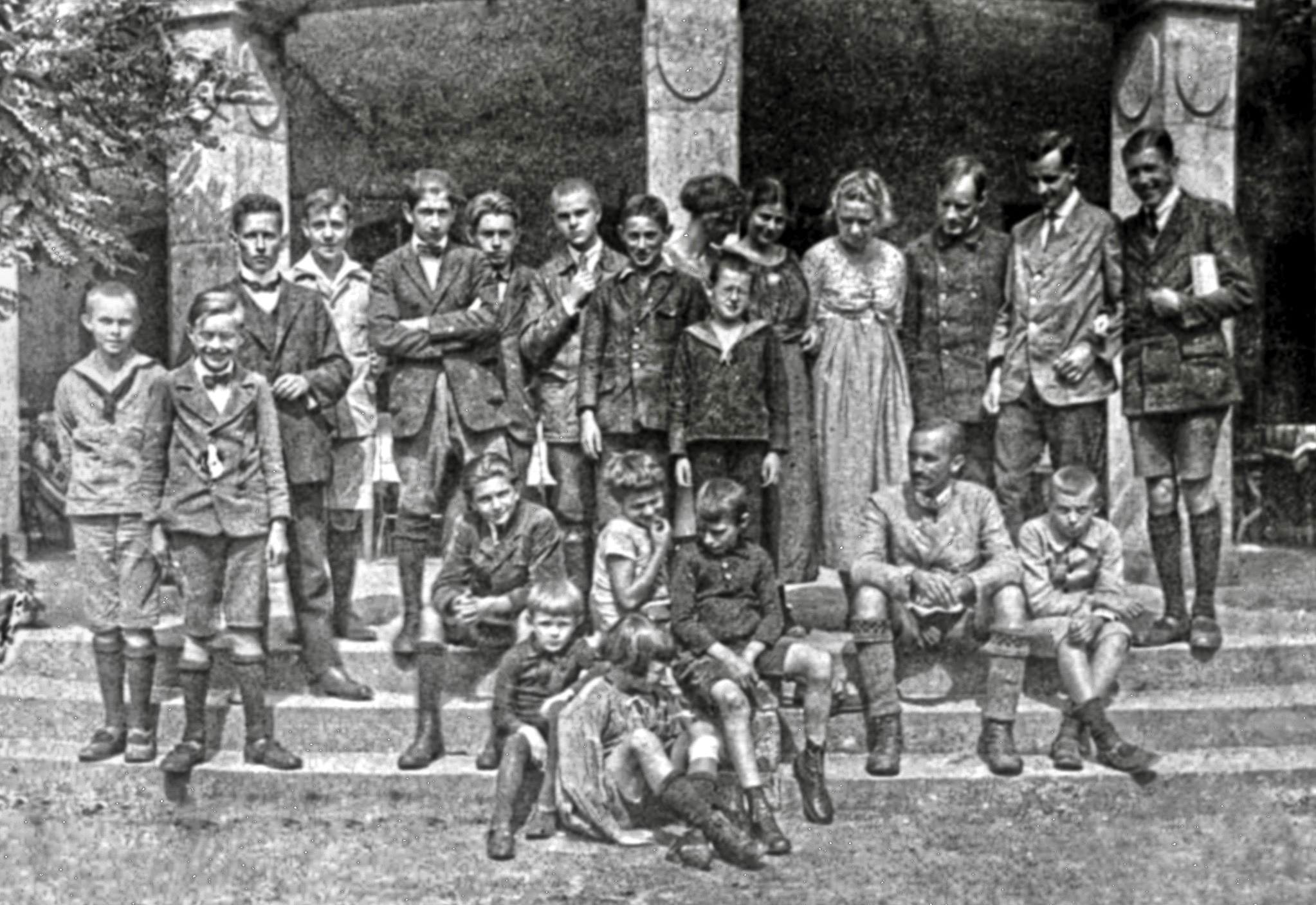
Die Schüler und Lehrer der Freien Schul- und Werkgemeinschaft Sinntalhof, ca. 1921

Vom Herbst 1919 bis zum Frühjahr 1920 ließ Ernst Putz die nach einem kurzen Intermezzo aus dem südhessischen Auerbach übersiedelnde Freie Schul- und Werkgemeinschaft auf dem Neuen Sinntalhof agieren, um ihr eine temporäre Unterkunft zu gewährleisten. Dazu zählten die frühere Wickersdorfer Klavierlehrerin Käthe Conrad (* 1893), Bernhard Hell, Bernhard Uffrecht und Gustav Wynekens Schwester Elisabeth Wyneken (1876–1959), genannt „Tante Lies“. Zeitgleich ermöglichte Putz, dass auf dem Sinntalhof Tagungen unterschiedlicher Gruppen der (bürgerlichen) Jugendbewegung (Bündische Jugend) stattfinden konnten. 1920 übernahm Putz den elterlichen Sinntalhof. Bis Ostern 1920 zog die Freie Schul- und Werkgemeinschaft Uffrechts ins brandenburgische Dreilinden weiter.
Wohl aufgrund dieser miterlebten Phase eines in seiner Gründungsphase befindlichen Schulprojekts beantragte Ernst Putz im August 1920 bei der Bayerischen Landesregierung die Eröffnung eines eigenen Landschulheims, das im Oktober 1920 genehmigt wurde. Zusammen mit dem Reformpädagogen Max Bondy und dessen Ehefrau Gertrud Bondy (1889–1977) eröffnete Putz auf dem Neuen Sinntalhof die Freie Schul- und Werkgemeinschaft Sinntalhof, ein Landerziehungsheim mit zunächst vier Schülern. Im Jahr darauf zählte diese 14 Schüler, im Schuljahr 1922/23 waren es 29. Unter ihnen befand sich beispielsweise Walter Georg Kühne, der nach der Schulschließung an die FSG Wickersdorf und 1925 von dort zur Schule am Meer auf die Nordseeinsel Juist wechselte. Putz und Kühne blieben zeitlebens befreundet.
Da weder Putz noch Bondy eine abgeschlossene Lehrerausbildung hatten und Putz diese entgegen seiner Zusicherung gegenüber dem Bayerischen Kultusministerium auch nicht nachträglich absolvierte, übernahm der Lehrer Jakob Stahl nominell die pädagogische Schulleitung der Freien Schul- und Werkgemeinschaft Sinntalhof. Bondy hatte die kaufmännische und Putz die technische Leitung. Den Gartenbau und den handwerklichen Unterricht übernahm Jürgen Alexander Justus Diederichs (1901–1976), der zwischen 1913 und 1919 an der FSG Wickersdorf Schüler war. Dieser war Sohn des Jenaer Verlegers Eugen Diederichs, der an der FSG Wickersdorf im Hintergrund Fäden zog und später ein Förderer der Schule am Meer war. Eugen Diederichs besuchte den Sinntalhof während einer Reise um Pfingsten 1921. Bondys einziges Buch über Pädagogik bestand aus seinen Vorträgen, die er auf dem Neuen Sinntalhof gehalten hatte. Es erschien 1922 in Diederichs Verlag.
Das gemeinsame Schulprojekt der Bondys und Putz scheiterte an unüberbrückbaren Differenzen beider Partner im Jahr 1923, zurückzuführen auf eine von Bondy gegen Putz angestrengte Klage, welche die Frage der Leitungsfunktion ihrer gemeinschaftlich begründeten Schulgemeinde thematisierte. Beide betrachteten sich als Schulleiter. Da sich der Streit nicht bereinigen ließ und Bondy eine weiterhin gemeinsame Schulleitung mit Putz verweigerte, informierte Putz Schulbehörde und Elternschaft darüber und schloss die Bildungseinrichtung auf dem Neuen Sinntalhof, um den entstandenen Schaden für die Schüler möglichst gering zu halten. In seinem Brief an die Eltern empfahl er diesen dezidiert andere reformpädagogische Landschulheime, darunter an erster Stelle die FSG Wickersdorf, aber auch die Freie Schul- und Werkgemeinschaft, die Bergschule Hochwaldhausen, das Landschulheim am Solling und die Odenwaldschule. Bondy wandte sich daraufhin der von ihm neu gegründeten Schulgemeinde Gandersheim im niedersächsischen Gandersheim zu; Putz entdeckte die Politik.

## Politisierung
Horst Horster, Ernst Putz und Paul Reiner wurden von Hedda Korsch und Karl Korsch politisiert. Horster war in Wickersdorf zwischen April 1913 und März 1920 in der Kameradschaft von Hedda Korsch. Er studierte danach an der Staatlichen Kunstgewerbeschule in Berlin und war zwischen 1923 und 1926 Werklehrer der FSG Wickersdorf. Später war er mit Bertolt Brecht befreundet. Unmittelbar nach Putz’ Tod emigrierte Horster auf dringenden Rat von Hedda und Karl Korsch mit seiner Familie nach Dänemark, wo er später als Marionettenspieler recht bekannt wurde und als Silberschmied tätig war. Paul Reiner hatte sein Abitur in Wickersdorf gemacht und war nach Studium und Promotion dort Lehrer. Horster und Reiner zählten zu Karl Korschs engsten Mitarbeitern. Durch ein erstes Gespräch, das Hedda Korsch mit Ernst Putz im Mai 1923 über den wissenschaftlichen Sozialismus führte, betrachtete er seine Freie Schul- und Werkgemeinschaft Sinntalhof 1933 retrospektiv als „Stückwerk“, als eine „Insel der Seligen“. Ohne Kampf könne man keine „neue Welt schaffen“.

## Politisches Engagement

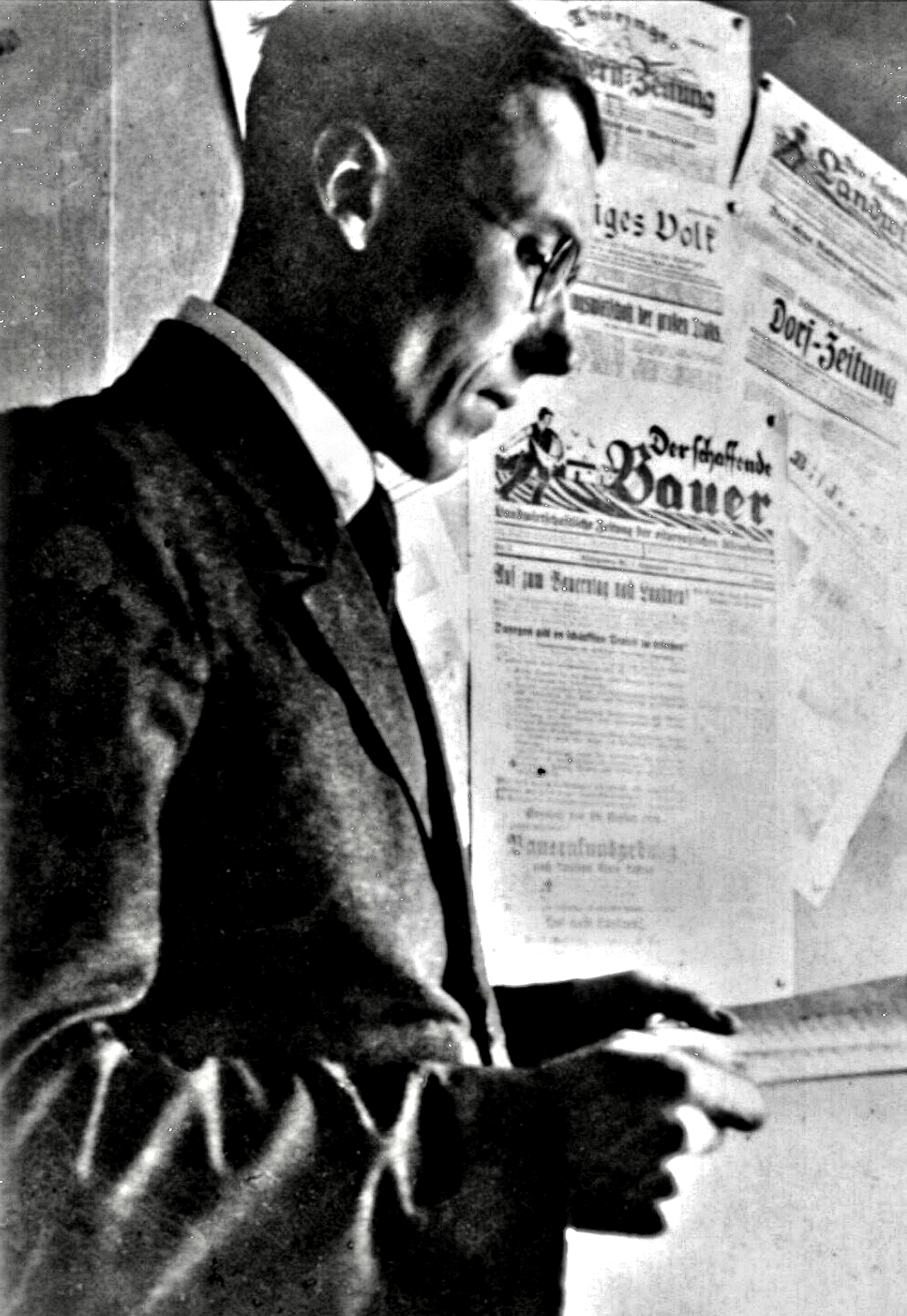
Ernst Putz als jüngster Reichstagsabgeordneter um 1925

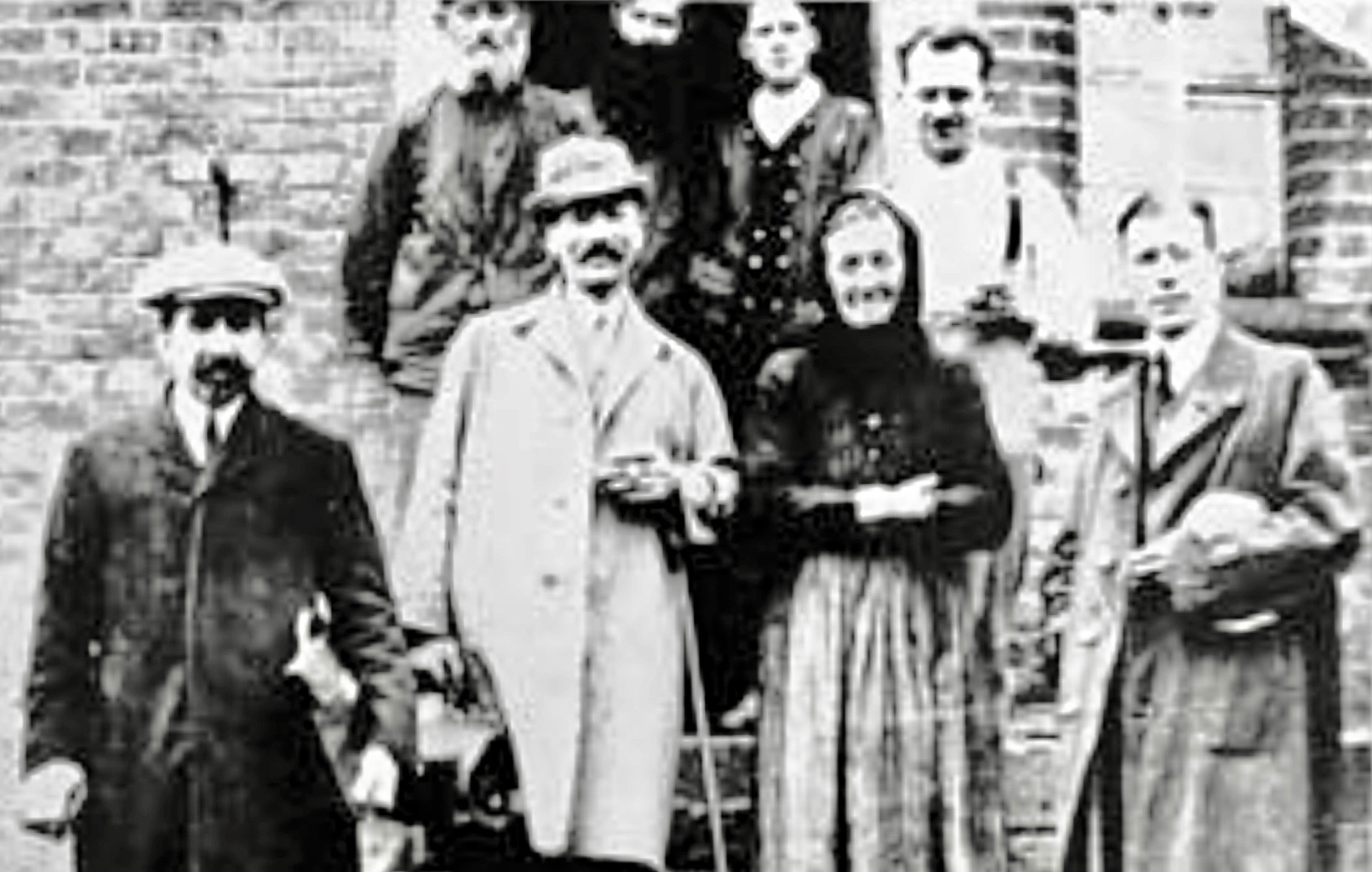
Ernst Putz (re.) anlässlich einer Versammlung mit Landwirten in Oberweid, 1931

Im Winter 1923/24 wurde Putz auf viele Freitode von Landwirten aufmerksam. 1924 gehörte er zu den Gründungsmitgliedern des mit Unterstützung durch die KPD ins Leben gerufenen Bundes schaffender Landwirte (BsL), dem er von Mai 1924 bis 1933 vorstand.
Mitglieder des BsL waren beispielsweise der zur Vereinigung der Arbeiter-Fotografen Deutschlands (VdAFD) gehörende Fotograf Kurt Beck, Hermann Bischoff, Richard Schneider oder Richard Zimmermann. BsL und VdAFD waren Vorfeldorganisationen der KPD, die Mitglieder in (vorwiegend ländlichen) Regionen generieren sollten, in denen die KPD unterrepräsentiert war.
Putz lud per 31. August 1924 auf den Sinntalhof ein, wo sich mehr als einhundert kleine und mittlere Landwirte, Vertreter von 28 Gemeinden, KPD-Mitarbeiter der Abteilung Land aus Berlin und KPD-Landtagsabgeordnete aus Bayern, Hessen und Thüringen einfanden und einen sieben Punkte-Plan verabschiedeten, den Notruf der Rhönbauern, der an den Reichstag, an Landtage und Abgeordnete adressiert wurde. Zum 14. September 1924 berief Putz den ersten Rhönbauerntag nach Gersfeld ein. Versuche der bayerischen und preußischen Behörden, die Veranstaltung durch Verhaftung von Putz zu verhindern, waren im Vorfeld gescheitert. Lediglich Putz’ Korrespondenz konnte beschlagnahmt werden. Uniformierte und so genannte Zivilaufklärer sollten die rund einhundert Delegierten des Rhönbauerntages einschüchtern. Der Landrat veranlasste, dass ihnen kein Gastwirt Räume zur Verfügung stellte. Der Rhönbauerntag fand daher auf der Straße statt und wurde um die Forderung nach einer Sonderabgabe von Großgrundbesitzern, Großindustrie, Handels- und Bankkonzernen erweitert.
Während des zweiten Rhönbauerntages am 12. Oktober 1924 verkündete Putz vor mehr als 400 Landwirten aus 40 Gemeinden seine Gersfelder Forderungen. Der Forderungskatalog umfasste die Gewährung von Krediten für kleine Landwirte, Steuervergünstigungen, den Erlass von Pachtzinsen und eine Belieferung mit Saat- und Düngemitteln.
Auf der KPD-Liste für die 3. Wahlperiode des Reichstages kandidierte Ernst Putz zunächst als Parteiloser. Im Dezember 1924 wurde er 28-jährig jüngster Abgeordneter des Reichstages, dem er bis 1933 angehörte. Als Abgeordneter wohnte er in dem zu Berlin-Schöneberg gehörenden Abschnitt der Passauer Straße, einem der damaligen jüdischen Zentren Berlins, mit exilrussischer Szene, nahe Tauentzienstraße und Kaufhaus des Westens (KaDeWe).

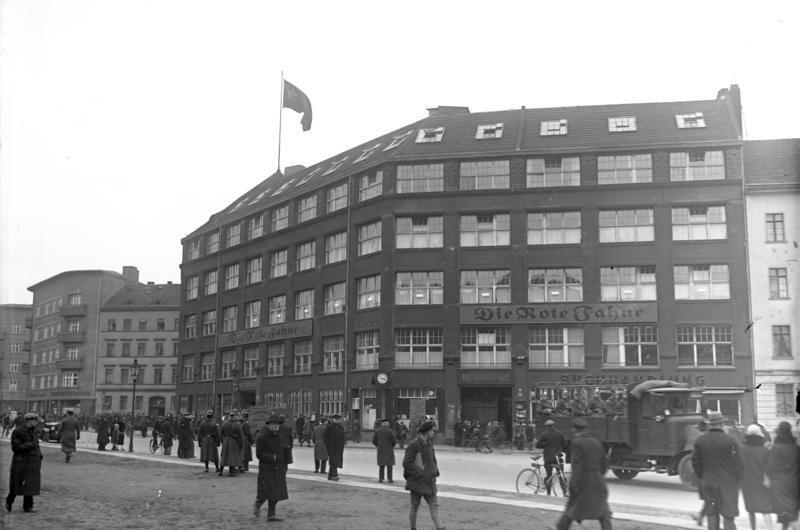
Das Büro von Ernst Putz befand sich im Berliner Karl-Liebknecht-Haus am Bülowplatz, um 1930

Ab 1924 soll Putz Mitarbeiter der Abteilung Land des Zentralkomitees (ZK) der KPD unter Edwin Hoernle und Heinrich Rau gewesen sein. Putz war jedoch zu diesem Zeitpunkt noch kein Parteimitglied. Seit dem Herbst des Jahres 1925 war er Vorsitzender des Reichsbundes der Kleinbauern (ab 1927: Reichsbauernbund). Erst im Juli 1926 trat er in die Kommunistische Partei Deutschlands ein. Ein Aufruf zur Reichstagswahl aus dem Jahr 1928 zeigt Putz in der Mitte eines Flugblatts. Im Jahr 1931 wurde er beispielsweise von dem Berlin-Neuköllner Untergauleiter der Roten Jungfront (RJ), Herbert Crüger, im Karl-Liebknecht-Haus am Bülowplatz aufgesucht.
Ernst Putz galt neben Hoernle als der kompetenteste Agrarexperte der Kommunistischen Partei Deutschlands. Er besuchte in den Jahren 1925, 1927 und 1932 mit Delegationen deutscher Landwirte die Sowjetunion und nahm an zahlreichen nationalen und internationalen Bauernkongressen teil. Er fungierte auch als Herausgeber von Flugblättern Ernst Thälmanns zum Bauernhilfsprogramm der KPD, die von Bruno von Salomon verfasst waren.
Putz, der einen ruhigen und sachlichen Stil pflegte, genoss auch über die KPD hinaus Ansehen, da er sich vor allem für die kleinen Landwirte einsetzte, obwohl er selbst einen mittelgroßen Hof besaß. Seine Reden als Abgeordneter vor dem Deutschen Reichstag können den gedruckten Reichstagsprotokollen entnommen und online abgerufen werden (siehe Abschnitt Veröffentlichungen). Im Dezember 1932 tagte das Reichsbauernkomitee nahe Berlin zum letzten Mal legal, Ernst Putz und Bodo Uhse referierten. Uhse, bis Juli 1930 noch Nationalsozialist, war u. a. Mitarbeiter von Putz und im Januar 1932 Hauptredner auf dem Reichsbauernkongress in Berlin. Nach der Machtabtretung an die Nationalsozialisten und dem Verbot der KPD durch die am 28. Februar 1933 erlassene Verordnung des Reichspräsidenten zum Schutz von Volk und Staat arbeitete Putz von Frankenheim/Rhön aus im Untergrund weiter.

## Funktionen
- 1924–1933: Vorsitzender des Bundes schaffender Landwirte[73]
- 1924–1933: Sekretär der Abteilung Land im Zentralkomitee der KPD[73]
- 1924–1933: Abgeordneter bzw. Mitglied des Reichstages (M. d. R.)
- 1924–1933: Redakteur des Periodikums Einiges Volk der Arbeitsgemeinschaft der schaffenden Landwirte, Pächter und Siedler[86]
- Ende 1924–1933: Mitglied des Internationalen Bauernrates der KPD[73]
- Oktober 1925–1933: Vorsitzender des Reichsbundes der Kleinbauern[73] (ab 1927: Reichsbauernbund)

## Inhaftierung und Tod
Nach etwa fünfeinhalb Monaten illegaler Tätigkeit wurde er am 19. Juli 1933 inhaftiert. Während der so bezeichneten Schutzhaft verfasste Putz ein Tagebuch, das auch Erinnerungen und eine Art Abschiedsbrief enthält. Auf seine politische Arbeit konnte er darin nicht im Detail eingehen, weil ihm dies untersagt war.

„Ihr wißt, daß ich aus innerster Überzeugung meinen Weg ging. Diese Überzeugung ist durch nichts bis heute erschüttert. Keiner, der es ehrlich meint, kann gegen sein Gewissen. Ich habe mit Dir, liebster Vater, oft gesprochen, daß nichts mich halten würde, andere Wege zu gehen, sobald ich nicht mehr zutiefst von der Richtigkeit meiner Anschauungen überzeugt wäre. Ich habe mit Menschen aller Richtungen diskutiert und gesprochen und beraten. Ich habe monatelang die Presse des Nationalsozialismus studiert. Aber alles, was ich fand, war nur, daß die Lehre, deren Bücher man heute verbrennt, mir als die Richtige und für die Errettung unseres werktätigen deutschen Volkes einzig Geeignete sei. Nichts kann ich hinwegnehmen, was ich zehn Jahre lang aus innerster Überzeugung gesprochen und geschrieben habe, du weißt, daß man mir immer bestätigte, auch von politischen Gegnern her, daß ich sachlich gewesen bin.“

Seiner Schwester Charlotte zufolge nahm er sich am 12. September 1933 im Untersuchungsgefängnis Moabit das Leben. Sie wurde nach eigenen Angaben am 12. September 1933 über den Tod ihres sieben Jahre älteren Bruders informiert. Ihr Tagebuch weist dieses Datum auch mehrfach entsprechend aus.

„Mein durch tiefe Freundschaft verbundener Bruder (er war seit Kindertagen mein bester Freund) nahm sich 1933 im Gefängnis in Moabit das Leben. Es war kurz vor dem Urteil, das unserem alten Vater und uns Schwestern Heimat und Vermögen genommen hätte. Dies war wohl eines der Motive, die zu diesem Entschluß bestimmten. Es galt ihm halt auch, noch mehr Menschen zu schützen durch seinen Tod im Gefängnis. Ich sah ihn (meinen Bruder) nach seinem Tod im Gefängnis. Sein Gesicht war klar und schön, die Augen offen; er war in keiner Weise entstellt, wir ließen ihn einäschern, wie er es gewünscht hatte in seinem Abschiedsbrief, und nahmen die Urne mit auf seinen Hof, der uns als Heimat erhalten blieb.“

Die in Moabit von Ernst Putz verfassten Aufzeichnungen belegen recht eindeutig seinen Suizid. Mehrere Passagen lesen sich wie ein Abschiedsbrief und erwähnen den beabsichtigten Freitod ganz explizit. Putz verweist dezidiert auf ein „ritterliches“ Benehmen seines Vernehmers namens Fischer. Nach amtlichen Aufzeichnungen der Gefängnisleitung starb er während der Untersuchungshaft 37-jährig durch Selbsttötung. Er kam damit der angedrohten Sippenhaft zuvor und konnte auf diese Weise die Freiheit seiner Familie und dieser den Sinntalhof erhalten.

„Das ist meine Tragik: ich, der ich wirklich versucht habe, mein ganzes Leben für Andere einzusetzen, gehe zugrunde im Kummer um die Tatsache, daß ich Anderen und guten Freunden, die mir nahestanden möglicherweise Schaden zugefügt habe. Jetzt scheint es mir klar, daß es für alle Teile das Beste ist, wenn ich gehe. Ich kann jetzt niemand mehr helfen, ich kann nur noch durch Selbstaufopferung, wie mir scheint, einiges wenige wieder gut machen, wodurch ich andere Menschen schone. Ich habe oft gedacht, daß der Freitod eine Feigheit sei. In diesen Tagen, wo ich mich mit diesem Ausgang trage, sehe ich, daß es nicht so ist.“

Der Tod von Ernst Putz in der Untersuchungshaft sei nicht im Sinne der NS-Strategen gewesen, da er als ein Hauptangeklagter in dem Schauprozess (Reichstagsbrandprozess) gegen Kommunisten (Georgi Dimitroff, Marinus van der Lubbe, Ernst Torgler u. a.) vorgesehen gewesen sei. Ein NS-Opfer ist er jedoch in jedem Fall.

## Mythen und Legenden
Eine politisch motivierte Legendierung führte dazu, dass eine Reihe biographischer Angaben (Studium der Agrarwissenschaften, Germanistik und Mathematik, Abschluss als Diplomlandwirt…) und vor allem der gebildete Mythos (Mär) um die Art seines Todes (schwere Misshandlung, Ermordung) über Jahrzehnte Medien und die wissenschaftliche Sekundärliteratur benebelten. Für diese Behauptungen fehlt jeglicher Primärbeleg. Gleichwohl ist eine mindestens psychische Form der Folter denkbar, da sie den damaligen Verhörmethoden auch anderer politischer Häftlinge entsprach.

„Meine Kampfgenossen werden, in Unkenntnis der Zusammenhänge, meinen Freitod missbilligen.“

Die ebenfalls zur SED-Legendierung für Ernst Putz zählende angebliche Funktion seines Vaters als Landtagsabgeordneter der Bayerischen Volkspartei nach 1918 ist nachweislich falsch. Sebastian Putz wird in der ersten bis fünften Wahlperiode des Bayerischen Landtags während der Zeit der Weimarer Republik nicht als Abgeordneter aufgeführt.

## Nachlass, Grabstein und Grabstelle

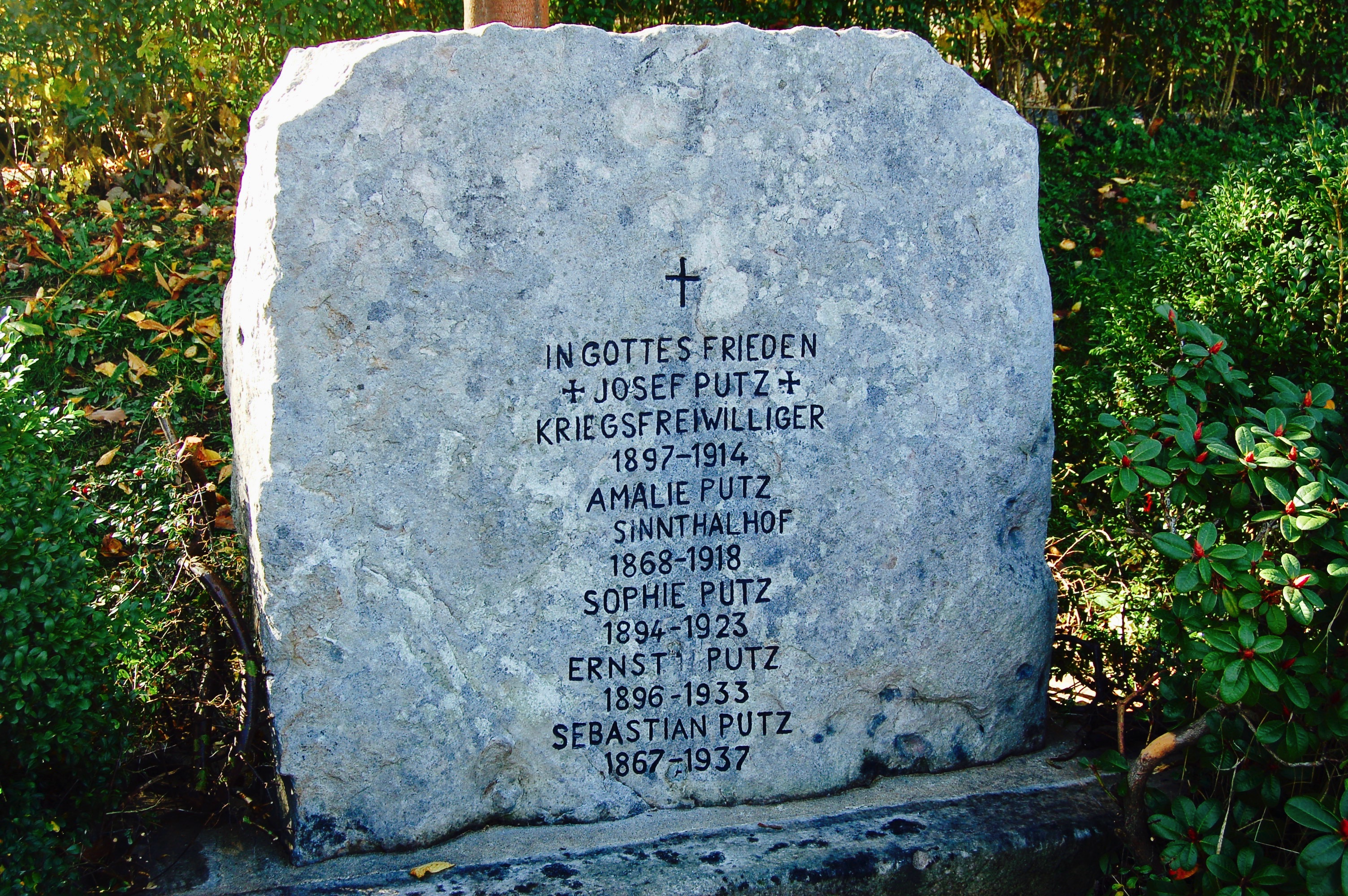
Grabstein der Familie Sebastian Putz in Bad Brückenau

Die handschriftlich verfassten Erinnerungen mit Abschiedsbrief von Ernst Putz wurden durch seine Schwester Elisabeth Putz-Valtari im Jahr 1974 in einer maschinenschriftlichen Transkription an das Parteiarchiv der SED ausgehändigt. Sie befinden sich heute im Bundesarchiv.
Ernst Putz wurde 1933 feuerbestattet und seine Urne auf dem Anwesen des Sinntalhofes beigesetzt. Der Grabstein der Familie Putz ist ein beschrifteter Findling, den Sebastian Putz vermutlich selbst bearbeitet hat. Der Grabstein wurde 2013 aufgefunden, freigelegt und zum Friedhof in der Leimbachstraße in Bad Brückenau transportiert. Die Grabstelle selbst war seinerzeit durch den Sohn von Putz’ Schwester Elisabeth Putz-Valtari aufgelassen worden.

## Ehrungen (Auszug)
- Zwischen Brückenau und dem Staatsbad Brückenau wurde die frühere Badstraße im Jahr 1946 in Ernst-Putz-Straße umbenannt. An dieser Straße liegt auch Putz’ Geburtshaus, der Sinntalhof.[5]
- In der DDR wurde das Wirken von Ernst Putz vielfach gewürdigt.[102][103][104][105]
- Am 21. Dezember 1951 (Stalins Geburtstag) wurde die Ernst-Putz-Schule in Neurüdnitz an der Oder eröffnet.[106]
- In Schletta, Kreis Meißen, Bezirk Dresden, gab es eine MTS Ernst Putz.[107] Dto. in Zuchau, Bezirk Magdeburg.[108]
- Zu DDR-Zeiten gab es in Kaltensundheim eine LPG namens Ernst Putz.[7]
- in Rostock-Marienehe bestand ein Ernst-Putz-Gedenkstein.[109]
- Eine Kaserne der Nationalen Volksarmee trug den Namen von Ernst Putz.[110]
- In Sangerhausen gibt es im Viertel Am Bergmann eine Ernst-Putz-Straße.
- Im thüringischen Unterweid trägt die Grundschule (1975–1991 Oberschule) den Namen von Ernst Putz.[5]
- Ein Truppenteil der NVA erhielt 1988 durch Armeegeneral Heinz Keßler den Namen Ernst Putz.[111]
- In Oberweid wurde die Ernst-Putz-Straße 1991 zur Kaltenwestheimer Straße umbenannt. Ein Gedenkstein wurde 1984 errichtet, während der Einweihung mit NVA-Ehrenwache.[112][113] Innerhalb des Ortes besteht heute eine private Gedenktafel.[5]
- Seit 1992 erinnert in Berlin vor dem Reichstag eine der 96 Gedenktafeln für von den Nationalsozialisten ermordete Reichstagsabgeordnete an Putz.

## Veröffentlichungen
- Mißernte, Steuerlast – der Bauern Not. Die Bauerntagung in Gersfeld und ihre Lehren. Verlag Neues Dorf, Berlin 1924.
- Religion, Ehe, Familie. Christliches Landvolk und Kommunisten. Eigenverlag, Sinntalhof, Brückenau o. J.
- Wir Bauern wollen keinen Krieg! Neues Dorf, Berlin 1927.
- Bauer wen wählst Du? Internationaler Arbeiter-Verlag, Berlin 1928.
- mit Heinrich Kornelius Giesbrecht: Bauer Giesbrecht wandert zurück nach Sibirien. Erlebnisse eines mennonitischen Rußlandsflüchtlings. Internationaler Arbeiter-Verlag, Berlin 1930.
- Flucht aus Russland. Wer wandert aus? Internationaler Arbeiter-Verlag, Berlin 1930.
- Der Bauer mit dem Traktor. Kollektivwirtschaften und Staatsgüter in der Sowjetunion. Internationaler Arbeiter-Verlag, Berlin 1930.
- Ein Dorf im Kaukasus. Rechenschaftsbericht einer Kollektivwirtschaft. Westdeutsche Buchdruckerwerkstätten, Berlin 1932.
- Christliches Landvolk und Kommunisten. Religion, Ehe, Familie. Hrsg. von der Kommunistischen Partei Deutschlands. Westdeutsche Buchdruckerwerkstätten, Düsseldorf 1932.
- Deutsche Bauern in Sowjet-Rußland. Zwanzig deutsche Bauern reisen durch die Sowjetunion. Putz, Sinntalhof 1932. Digitalisat

Die Reden des Abgeordneten Ernst Putz vor dem Deutschen Reichstag finden sich in gedruckter Form komplett in den Reichstagsprotokollen (Registerbände 396, 429 und 447).

## Audio
Politische Reden von Ernst Putz wurden aufgezeichnet und sind auf Schellackplatten beispielsweise im Deutschen Historischen Museum in Berlin erhalten. Diese enthalten auch kommunistische Kampflieder.
- Ansprache von Ernst Putz – Brüder, zur Sonne, zur Freiheit. Berlin 1928. Sprecher: Ernst Putz, Vertrieb: Kommunistische Partei Deutschlands.[114]
- Werktätige Bauern mit Arbeitern in einer Front – Den Sowjets gehört diese Erde – Traktorenlied. Sprecher: Ernst Putz, Chor: Das Rote Sprachrohr, Berlin. Proletarische Schallplattenzentrale, Berlin 1932. Vertrieb: Versandhaus Arbeiter-Kult.[115]